# 脱走山脈
『脱走山脈』（だっそうさんみゃく、原題：Hannibal Brooks）は、1969年のイギリスのアクション映画。監督はマイケル・ウィナー、出演はオリヴァー・リードとマイケル・J・ポラードなど。
第二次世界大戦中、捕虜となったイギリス兵がゾウに乗ってアルプスを越えスイスに脱走する様を、トム・ライトの実体験を基に描く。

## ストーリー
第二次世界大戦末期のドイツ・ミュンヘン。捕虜となったイギリス兵のブルックスは、地元の動物園でアジアゾウのルーシーの飼育係をすることになった。最初は悪戦苦闘するブルックスであったが、次第にルーシーに愛情を感じて意気投合するようになる。
そんな中、連合軍の爆撃が激しさを増したため、園長はルーシーをオーストリアに移送することを決め、ブルックスにその任を命じる。当初は列車で運ぶ計画であったが、ルーシーのための車輌が軍に徴用されたため、徒歩で行くことになった。
ブルックスは料理人のブロニア、警備兵のクルトとウィリーと共に出発するが、その途中、ブルックスは日頃から意地悪をしていたクルトと衝突し、彼を殺してしまう。
ブルックスはオーストリアには行かず、スイスに逃走することを決断、ルーシーと共に決死の逃避行を行う。

## キャスト
| 役名                                   | 俳優                                 | 日本語吹替                      | 日本語吹替                               | 日本語吹替 |
| 役名                                   | 俳優                                 | NETテレビ版                     | TBS版                                    |            |
| -------------------------------------- | ------------------------------------ | ------------------------------- | ---------------------------------------- | ---------- |
| スティーヴン（ハンニバル）・ブルックス | オリヴァー・リード                   | 福田豊土                        | 石田太郎                                 |            |
| パッキー                               | マイケル・J・ポラード                | 朝倉宏二                        | 納谷六朗                                 |            |
| フォン・ハラー大佐                     | ヴォルフガング・プライス             | 島宇志夫                        | 大木民夫                                 |            |
| ブロニア                               | カリン・バール                       | 沢田敏子                        | 榊原良子                                 |            |
| ウィリー                               | ヘルムート・ローナー                 | 井上真樹夫                      | 有本欽隆                                 |            |
| クルト                                 | ペーター・カルステン                 | 細井重之                        | 千田光男                                 |            |
| スターン園長                           | エリック・イェルデ                   | 塩見竜介                        | 大久保正信                               |            |
| ゾウの飼育員ケラーマン                 | アーンスト・フリッツ・フルブリンガー | 八奈見乗児                      | 伊井篤史                                 |            |
| ジョセフ                               | フレッド・アルティナー               | 納谷六朗                        | 大山高男                                 |            |
| 副官                                   | ティル・キーヴェ                     | 原田一夫                        | 小関一                                   |            |
| 不明 その他                            | N/A                                  | 千田光男 徳丸完 筈見純 仲木隆司 | 緒方賢一 谷口節 広瀬正志 安田隆 古田信幸 |            |
|                                        |                                      |                                 |                                          |            |
| 演出                                   | 演出                                 | 加藤敏                          | 伊達康将                                 |            |
| 翻訳                                   | 翻訳                                 | 木原たけし                      | 木原たけし                               |            |
| 効果                                   | 効果                                 | TFC                             |                                          |            |
| 調整                                   |                                      |                                 |                                          |            |
| 制作                                   | 制作                                 | 東北新社                        | 東北新社                                 |            |
| 解説                                   | 解説                                 | 増田貴光                        | 荻昌弘                                   |            |
| 初回放送                               | 初回放送                             | 1973年10月27日 『土曜映画劇場』 | 1983年11月21日 『月曜ロードショー』      |            |

※2021年にハピネットから発売のBDには、上記の(NET版正味70分、TBS版正味93分)の日本語吹替を全て収録。TBS版は吹替音声の存在しない部分をスキップできる日本語吹替完全版再生」機能を搭載。